# ASB5
ASB5 (англ. Ankyrin repeat and SOCS box containing 5) – білок, який кодується однойменним геном, розташованим у людей на 4-й хромосомі. Довжина поліпептидного ланцюга білка становить 329 амінокислот, а молекулярна маса — 36 341.
| 10         |  | 20         |  | 30         |  | 40         |  | 50         |
| ---------- |  | ---------- |  | ---------- |  | ---------- |  | ---------- |
| MSVLEENRPF |  | AQQLSNVYFT |  | ILSLFCFKLF |  | VKISLAILSH |  | FYIVKGNRKE |
| AARIAAEFYG |  | VTQGQGSWAD |  | RSPLHEAASQ |  | GRLLALRTLL |  | SQGYNVNAVT |
| LDHVTPLHEA |  | CLGDHVACAR |  | TLLEAGANVN |  | AITIDGVTPL |  | FNACSQGSPS |
| CAELLLEYGA |  | KAQLESCLPS |  | PTHEAASKGH |  | HECLDILISW |  | GIDVDQEIPH |
| LGTPLYVACM |  | SQQFHCIWKL |  | LYAGADVQKG |  | KYWDTPLHAA |  | AQQSSTEIVN |
| LLLEFGADIN |  | AKNTELLRPI |  | DVATSSSMVE |  | RILLQHEATP |  | SSLYQLCRLC |
| IRSYIGKPRL |  | HLIPQLQLPT |  | LLKNFLQYR  |  |            |  |            |

A: Аланін

C: Цистеїн

D: Аспарагінова кислота

E: Глутамінова кислота

F: Фенілаланін

G: Гліцин

H: Гістидин

I: Ізолейцин

K: Лізин

L: Лейцин

M: Метіонін

N: Аспарагін

P: Пролін

Q: Глутамін

R: Аргінін

S: Серин

T: Треонін

V: Валін

W: Триптофан

Задіяний у таких біологічних процесах, як убіквітинування білків, альтернативний сплайсинг. 